# Пам'ятники Харкова
У сучасному Харкові встановлено доволі велику кількість пам'ятників, меморіалів, пам'ятних знаків, скульптурних груп і композицій.

## Історія міської скульптури Харкова
Першим пам'ятником Харкова був верстовий кам'ятний стовп на Павлівському майдані
Найдавніші зразки міської скульптури Харкова, що збереглися дотепер, зокрема, пам'ятник Василю Каразіну (1905) та погруддя М. В. Гоголя (1909) належать до періоду російського царату (до 1917 року).

Пам'ятник Тарасові Шевченку — один із символів Харкова

Харків відомий як місто, що має славну історію вшанування в камені та бронзі генія українського народу, великого поета і мислителя Тараса Шевченка, зокрема тут ще 1900 року було встановлено йому пам'ятник, що багатьма дослідниками вважається першим в Україні. Ініціаторами створення цього пам'ятника була відома родина громадських діячів Алчевських. Зараз він зберігається в Національному музеї Тараса Шевченка. Була спроба встановити погруддя Шевченка і 1919 року. А вже за 10 років, за Радянського Союзу, коли Харків був столицею УРСР було оголошено міжнародний конкурс на визначення найкращого проєкту пам'ятника Тарасові Шевченку в Харкові — щоправда, процес визначення і виготовлення монумента Кобзареві затягнувся на пів десятиліття, але зрештою пам'ятник Тарасові Шевченку в Харкові — творіння радянського ідейного скульптора Матвія Манізера стало справжнім шедевром монументальної Шевченкіани.
Статус Харкова як столиці Радянської України (від грудня 1919 до червня 1934 року), а значить функціонування у місті всіх республіканських органів влади в цей період, зумовив спорудження тут тоді ж і пізніше дуже великого числа пам'ятників революціонерам, комуністичним і радянським державним діячам, зокрема і тим, які безпосередньо причетні до організації та здійснення репресивних утисків й інших злочинів радянської влади. Велика кількість з цих пам'ятників були демонтовані після прийняття законів про декомунізацію в Україні.
У Харкові як головному осередку Слобідської України жили та творили чимало діячів української культури — багатьом з них, переважно, пам'ятні знаки з'явилися вже в наш час (за доби незалежної України, тобто у 1990⁣ — ⁣2000-ні роки).
У місті чимало об'єктів монументального мистецтва присвячено тематиці Другій Світовій війні.
Харків — справжня «науково-технічна столиця» України, що по праву пишається своїми вченими й дослідниками в багатьох галузях знань. Са́ме тому особливо багато пам'ятників, погрудь, пам'ятних знаків встановлено в місті на честь харківських науковців, їхніх наукових звершень тощо.
Уже в період незалежності України 2004 року Харків відсвяткував визначну дату — 350-річчя заснування міста, до якої було присвячено встановлення низки пам'ятників, що стали окрасою міста, причому деякі з них були подарунками Харкову від митців і дружніх міст. Так, російський скульптор Зураб Церетелі презентував Харкову солідний пам'ятник легендарному засновнику міста козакові Харку, столиця держави місто Київ — фігуру Архістратига Михаїла, місто Алчевськ — погруддя О. К. Алчевського.
Також в останні 2 десятиліття своє відображення в новостворених пам'ятниках і меморіалах знайшли трагічні події національної історії — Радянська війна в Афганістані (1979—89 роки), Чорнобильська катастрофа (1986 рік).
У 2000-х роках встановлювали в тому числі пам'ятники літературним і кіноперсонажам російських творів, в тому числі персонажам роману «Дванадцять стільців» Ільфа та Петрова (нині всі демонтовані), футбольний м'яч, присвячені коханню (скульптурна композиція «Поцілунок»).
Багато пам'ятників та меморіалів було пошкоджено та знищено в результаті обстрілів Харкова під час Російського вторгнення в Україну у 2022—2025 роках.

## Пам'ятники
| Назва | Рік встановлення  | Розташування | Фото | Короткі відомості |
| Алчевському Олексієві, погруддя | 2004              | навпроти ГУНП в Харківській області у сквері Перемоги | Пам'ятник Олексію Алчевському | Встановлено 23 серпня 2004 року. Пам'ятник є подарунком міста Алчевська до святкування 350-річчя заснування Харкова. Розташований на розі вулиць Чернишевської та Жон Мироносиць, неподалік споруди ПК УВС (колишній особняк Алчевських). |
| Олександрові (Петровському), архієпископу Харківському | 2010              | просп. Олександрівський, 162А | Пам'ятник Олександрові (Петровському), архієпископу Харківському                                                                                | Пам'ятник священномученику Олександрові (Петровському), архієпископу Харківському, встановлений біля храму його імені на Свято-Олександрівської площі. Автор пам'ятника — скульптор Ганна Іванова. |
| Бекетову Олексію (на Сумській вулиці) | 2007              | навпроти центрального входу до Харківського державного технічного університету будівництва й архітектури (вул. Сумська, 40)                                  | Пам'ятник Олексію Бекетову | Пам'ятник видатному українському архітектору і педагогу, заслуженому діячеві мистецтв УРСР (1941) О. М. Бекетову було урочисто відкрито 22 серпня 2007 року. Автори — скульптор Сейфаддін Гурбанов та архітектор Юрій Шкодовський. На церемонії відкриття був присутнім також онук архітектора Федір Рофе-Бекетов. |
| Бекетову Олексію (Куликівський узвіз) | 2016              | навпроти центрального входу до ХНУМГ (узв. Куликівський, 12)                                                                                                 | | Пам'ятник видатному українському архітектору і педагогу, заслуженому діячеві мистецтв УРСР (1941) О. М. Бекетову було урочисто відкрито 30 серпня 2016 року. Автори — скульптори Олександр Рідний та Ганна іванова, архітектор Сергій Чечельницький. Споруджено на кошти Олександра Ярославського. |
| Боротьбі зі СНІДом | 2012              | вул. Боротьби, 6 | | На території Харківського обласного центра боротьби зі СНІД. Відкрито 30 листопада 2012 року. |
| Героям, які поклали голову за незалежність та свободу України | 1957              | на Університетській вулиці в сквері Вічний вогонь, навпроти Успенського собору                                                                               | Пам'ятник борцям Жовтневої революції | Пам'ятник відкрито 6 листопада 1957 до 40-ї річниці Жовтневого перевороту (згідно з офіційною радянською історіографією — Жовтневої революції) на місці зруйнованої будівлі Будинку Червоної армії. 12 липня 1958 року до 40-річчя Комуністичної партії УРСР перед пам'ятником запалили вічний вогонь. Архітектор — Л. В. Гурова. Матеріал — полірований червоний граніт та бронза. |
| Випускникам артилерійських спец. шкіл | 1973              | пров. Мало-Панасівський, 1 | Пам'ятник Випускникам артилерійських спец.шкіл                                                                                                  | Пам'ятний знак випускникам 14 та 15 спеціальних артилерійських шкіл міста Харкова, які загинули в роки німецько-радянської війни. Архітектор Гурова Л. В., Сиром'ятников В. М. |
| Висоцькому Володимиру | 2013              | просп. Петра Григоренка, 2 (Харківський палац спорту) | | Встановлено 21 серпня 2013 року.. |
| «Вогонь знань», монумент | 2001              | вул. Майка Йогансена, 27 | Монумент «Вогонь знань» | Монумент «Вогонь знань» відкрито 29 травня 2001 року біля центрального корпусу Харківського гуманітарного університету «Народна українська академія» до 10-річчя навчального закладу. Чотириметрова бронзова композиція роботи скульптора Катиба Мамедова уособлює гасло академії: «Освіта. Інтелігентність. Культура».. |
| Воїнам 17 стрілецької бригади НКВС | 1973              | на розі вул. Бригади Хартія та бул. Богдана Хмельницького | | Пам'ятник воїнам 17 стрілецької бригади НКВС, якими командував Іван Танкопій. Встановлений на пам'ятному меморіалі на братській могилі, в якій поховані воїні цієї бригади. У 2012 році відбулася реконструкція всього комплексу. |
| Воїнам-визволителям | 1981              | на розі просп. Науки та вул. 23 Серпня | | Пам'ятник воїнам-визволителям було встановлено 1981 року. Автори — скульптори І. П. Ястребов та Я. Й. Рик; архітектори Е. Ю. Черкасов, А. А. Максименко, Є. А. Святченко. |
| Воїнам-визволителям Харкова, пам'ятний знак | 1973              | на розі просп. Героїв Харкова та вул. Харківських Дивізій | Пам'ятний знак воїнам-визволителям Харкова | Пам'ятний знак-стела у вигляді зірки з викарбуваними обрисами солдата-червоноармійця було встановлено на 30-у річницю вигнання нацистів із міста (23 серпня 1973 року). Автор — скульптор С. Я. Якубович. |
| Харків'янам, загиблим в Афганістані та від російської агресії | 1997              | сквер біля станції метро «Наукова» | Пам'ятник воїнам, загиблим в Афганістані | Початково мав назву «Воїнам-харків'янам, які загинули в Афганістані». Пам'ятник у вигляді 8-метрової бетонної стели, зірки з чорного граніту, розсіченої хрестом, оточений гранітною стіною, на якій висічені імена загиблих воїнів. Монумент роботи харківського скульптора Андрія Угланова урочисто відкрито 22 серпня 1997 року у сквері біля станції метро «Наукова». У лютому 2025 року назву пам'ятника виконкомом Харківської міськради ради назву пам'ятника було змінено на сучасну. |
| Воробйову Володимиру | 2000              | просп. Науки, 4, на території Харківського національного медичного університету                                                                              | | Пам'ятник українському анатому академіку Володимиру Воробйову відкрито 6 жовтня 2000 року на території Харківського національного медичного університету, де працював вчений. Пам'ятник встановлено коштом медичного університету до 125-річчя з дня народження науковця. |
| Вченим фізикам, в пам'ять про розщеплення атомного ядра, пам'ятний знак | 2002              | у сквері перед головним корпусом Харківського фізико-технічного інституту (вул. Академічна, 1).                                                              | | Пам'ятний знак установлений 10 жовтня 2002 року в пам'ять про вдалий експеримент розщеплення атомного ядра, здійснений 10 жовтня 1932 року вченими фізико-технічного інституту Антоном Вальтером, Георгієм Латишевим, Олександром Лейпунським, Кирилом Синельниковим. |
| Гвардійцям-танкістам |                   | на вулиці Полтавський Шлях, навпроти № 192 | Пам'ятник гвардійцям-танкістам | Танк Т-34 встановлений на честь гвардійців-танкістів при в'їзді до Харківського гвардійського факультету військової підготовки Національного технічного університету «Харківський політехнічний інститут». |
| Гвардійцям-Широнінцям | 2005              | на розі вул. Гвардійців-Широнінців та просп. Ювілейного; напроти житлового будинку за адресою просп. Ювілейний, 47/19                                        | | Бюст П. М. Широніну, встановлений за народний кошт, на постаменті до якого викарбувані імена всіх широнінців. |
| «Героям Чорнобиля» | 2006              | вул. Метробудівників, 3, біля 10-ї поліклініки | Пам'ятник «Героям Чорнобиля» | Пам'ятник героям Чорнобиля встановили в невеликому сквері близько 10-ї міської поліклініки, де отримують медичну допомогу близько чотирьохсот ліквідаторів. Автор пам'ятника — Сейфаддин Гурбанов, його основним задумом було показати не образ людини, а крик про допомогу. За словами автора, ця ідея прийшла йому в голову під час розмови з чорнобильцем. |
| Героям, що полягли при визволенні Харкова (1943) | 1965              | просп. Героїв Харкова, біля заводу «Електроважмаш» | Пам'ятник героям, що полягли при вигнанні нацистів із Харкова (1943)                                                                            | Скульптор — Б. П. Корольков |
| Гагаріну Юрію, бюст | 1974              | на території ХАІ | Пам'ятник Юрію Гагаріну | Погруддя космонавта Юрію Гагаріну було встановлено в 1974 року. на території Харківського авіаційного інституту навпроти будівлі Факультету авіаційних двигунів. |
| Гіршману Леонарду | 2009              | вул. Олеся Гончара, 5, на території Харківської 14-ї міської офтальмологічної кліники                                                                        | Пам'ятник Леонарду Гіршману | Пам'ятник видатному лікарю і вченому-офтальмологу професору Л. Гіршману урочисто відкрито 9 жовтня 2009 й приурочено до 100-літнього ювілею найстарішої очної клініки України в місті Харкові. Автори — скульптор А. Н. Демченко та архітектор В. І. Лівшиц. Виготовлення і встановлення пам'ятника було здійснено винятково за кошти благодійників. |
| Гоголю Миколі, погруддя | 1909              | у сквері на Театральному майдані | Пам'ятник Миколі Гоголю | Пам'ятник-погруддя українському російськомовному письменнику Миколі Гоголю встановлено в 1909. Автор погруддя — скульптор Б. Едуардс. |
| Грабовському Павлу | 1996              | вул. Семінарська, 46 | | Пам'ятник українському письменникові Павлу Грабовському було відкрито 13 грудня 1996 року біля Харківського університету Повітряних Сил імені Івана Кожедуба (колишня адреса). Автори бронзового пам'ятника — скульптор О.Фоменко та архітектор Н.Фоменко. |
| Гулаку-Артемовському Петру | 17 листопада 2017 | біля Харківського національного університету ім. Каразіна | Пам'ятник Гулаку-Артемовському | Пам'ятник класику української літератури 19 століття Петру Гулаку-Артемовському відкрито на честь 213-річчя з дня заснування Харківського національного університету. Автори меморіалу — скульптор Олександр Рідний і архітектор Сергій Чечельницький. |
| Івану Павлу II | 23 жовтня 2021    | вул. Гоголя, 4 | | Пам'ятник Івану Павлу II, Папі Римському, було відкрито 23 жовтня 2021 р. біля входу до Собору Успіння Пресвятої Діви Марії до 20-річчя візиту понтифіка до України. Автор пам'ятника — харківський скульптор Володимир Райченко. |
| Працівнику ДАІ | 2009              | біля Салтівського відділу поліції (вул. Ахієзерів, 30) | Памятник инспектору ГАИ | Вперше шеренгу даїшників було встановлено в 2001 році, але через 3 роки скульптури було викрадено. Пам'ятник було відновлено у 2009 році. Автор пам'ятника — скульптор С. А. Гурбанов |
| «Дзеркальний струмінь», альтанка-фонтан | 1947              | навпроти будівлі Харківського театру опери та балету в сквері Перемоги по вулиці Сумській                                                                    | Скляний струмінь | Альтанка-фонтан «Дзеркальний струмінь» (також називають «Скляний струмінь», а початково Пам'ятник Перемоги) був споруджений 1947 року за проєктом архітектора В. І. Коржа. |
| Докучаєву Володимиру | 1968              | вул. Алчевських, 44 | | Пам'ятник радянському геологу Володимиру Докучаєву відкрито у 1968 році перед будівлею Харківського національного технічного університету сільського господарства ім. Петра Василенка. Автори пам'ятника — скульптор М. Л. Рябінін, архітектор З. Д. Юдкевич. |
| Дробицький Яр, меморіал | 2002              | в кінці проспекту Героїв Харкова. Територіально — у селі Затишшя Вільхівської громади                                                                        | Меморіал «Дробицький Яр» | Меморіальний комплекс «Дробицький Яр» споруджено на місцях масових розстрілів цивільного населення у часи Другої світової війни. Будівництво комплексу тривало з початку 1990-х, а його урочисте відкриття відбулося 13 грудня 2002 року за участі президента України Леоніда Кучми. Меморіал був серйозно пошкоджений в результаті обстрілів російських військ в березні 2022 року. |
| Еллан-Блакитному Василю, пам'ятний знак | 1994              | у Молодіжному парку (вул. Григорія Сковороди, 87) | | Пам'ятний знак українському революційному діячеві і поету-авангардистові Василю Елланові-Блакитному встановлено на його символічній могилі у Молодіжному парку (колишнє міське кладовище). Композиція з мармурової кришки була урочисто відкрита 19 січня 1994 року до 100-річчя з дні народження письменника. |
| Меморіальний комплекс на місці єврейського гетто | 1992, 1997, 2000  | проспект Героїв Харкова, біля вул. 12 Квітня | Меморіал на місці єврейського гетто (Харків): пам'ятний знак «Рятівникам — праведникам світу», Стіна скорботи, пам'ятник знак «Нашим нащадкам». | Стіна скорботи була встановлена 30.09.1992 р. Харківським обласним комітетом «Дробицький яр» і Орджоникідзевським виконкомом на місці бараків єврейського гетто. Пам'ятний камінь «Рятівникам — праведникам світу» встановлено 15.12.1997 р. Харківським обласним комітетом «Дробицький яр». Пам'ятний камінь «До наших нащадків» встановлено Харківським обласним комітетом «Дробицький яр» і Харківським музеєм Голокосту. Відкрито 14.12.2000 р. Поновлено у 2002 році. |
| Жертв Голодомору, меморіал | 2008              | територіально за містом — у селі Черкаська Лозова Дергачівського району                                                                                      | Меморіал Жертвам Голодомору в Харкові | Меморіальний комплекс пам'яті Жертв Голодомору було урочисто (за участі Президента України В. А. Ющенка) відкрито 19 листопада (День пам'яті жертв голодомору та політичних репресій) 2008 року. Автор — О. М. Рідний. |
| Жертвам Голодомору, пам'ятний хрест | 1989              | у Молодіжному парку | Хрест пам'яті жертв голодомору в Харкові | Пам'ятний хрест Жертвам Голодомору встановлено 4 жовтня 1989 року. Це перший такий пам'ятний знак. Він від встановлення мислився як тимчасовий до спорудження меморіального комплексу. |
| Жертвам теракту 22 лютого 2015 року | 2016              | просп. Петра Григоренка (поруч з місцем теракту) | | Данилу Дідіку, Миколі Мельничуку, Вадиму Рибальченку, Толмачову Ігореві, що загинули 22 лютого 2015 року внаслідок теракту під час мирної ходи за єдність України. Встановлено 22 лютого 2016 р. |
| Жертвам Чорнобильського лиха, пам'ятний знак | 1996              | у парку «Зелений гай» (у серпні 2018 пам'ятний знак перенесено у Сквер біля Будинку культури ХТЗ)                                                            | Пам'ятник жертвам Чорнобильського лиха | Пам'ятний знак із графічним зображенням розщепленого атома в людських руках на гранітній брилі, чорними обгорілими каменями в символічному жерлі четвертого енергоблоку ЧАЕС встановлено 26 квітня 1996 року на честь 10-річчя Чорнобильської катастрофи. |
| Жертвам Чорнобильської катастрофи, пам'ятний знак | 1999              | Молодіжний парк, вул. Григорія Сковороди, 81 | | Пам'ятник чорнобильцям встановлено у Молодіжному парку 23 квітня 1999 року. Знак являє собою піраміду заввишки майже 7 метрів, всередині якої — людина, пронизана іонізуючим випромінюванням, яке парує в порожній сфері. Автори — скульптор Ігор Ястребов, архітектори С. Г. Чечельницький, А. А. Антропов. |
| Жертв тоталітаризму, меморіал | 2000              | у Лісопарку | Меморіал жертв тоталітаризму | Українсько-польський меморіал жертв тоталітаризму відкритий 17 червня 2000 року за ініціативи президентів України та Польщі. Монумент являє собою Хрест Virtuti Militari, біля якого встановлені стели з іменами розстріляних НКВС у 1938–1940 роках українців та польських військових, які були поховані у братських могилах на території Лісопарку. Меморіал був серйозно пошкоджений в результаті обстрілів російської артилерії в березні 2022 р. |
| Жуковському Миколі, погруддя | 1980              | біля корпусу НАУ ім. М. Є. Жуковського «ХАІ» | Погруддя Миколи Жуковського | Погруддя радянського науковця М. Є. Жуковського біля корпусу Національного аерокосмічного університету «Харківський авіаційний інститут», який носить його ім'я. |
| Загиблим астрономам | 2011              | біля НДІ астрономії ХНУ ім. Каразіна | | Встановлено 22 червня 2011 року. Пам'ятник на честь астрономів університету, які загинули у роки Другої світової війни. Всього загинуло 7 астрономів. |
| Загиблим у боротьбі зі злочинністю працівникам МВС | 1995              | біля Будинку культури Національної поліції (вул. Жон Мироносиць, 13) біля Парку Алчевської                                                                   | Пам'ятник міліціонерам, загиблим у боротьбі зі злочинністю                                                                                      | Пам'ятник у вигляді Архангела Михаїла, що мечом вістрям донизу поборює гідру як уособлення злочинності. Автори — скульптор А. Н. Іллічов, архітектор С. Г. Чечельницький |
| Закоханим / «Поцілунок», скульптурна композиція | 2003              | на майдані Архітекторів | Пам'ятник закоханим | 2002 року був проведений конкурс на ескізний проєкт пам'ятника закоханим. Найкращою визнано роботу студента Харківської державної академії дизайну та мистецтв Дмитра Іванченка. Пам'ятник урочисто відкрито 24 квітня 2003 року. У 2009 році пам'ятник було пофарбовано у золотистий колір, та навколо нього був побудований фонтан. |
| Залізничникам | 1984              | у Карповському саду, вул. Карпівська, 29 | Паровоз-пам'ятник | Паровоз ФД20-2238, який брав участь у Другій світовій війні, був пригнаний своїм ходом у 1984 році. Він стоїть біля колій під'їзду з південного боку до вокзалу Харків-Пасажирський. |
| Засновникам Харкова / козаку Харьку (Харитону) /на честь 350-річчя заснування Харкова, монумент                                                                                            | 2004              | на початку проспекту Науки | Пам'ятник козакові Харку | Кінний пам'ятник напівлегендарному засновнику міста козакові Харьку (Харитону) було встановлено й урочисто відкрито 22 серпня 2004 року з нагоди святкувань 350-річчя заснування міста. Бронзова скульптура завважки 700 т створена й подарована Харкову відомим російським скульптором грузинського походження Зурабом Церетелі. |
| Знак «Алея Захисників України» | 2019              | алея Захисників України 49°59′18″ пн. ш. 36°15′58″ сх. д. / 49.988245° пн. ш. 36.266097° сх. д.                                                              | | 2019 року, замість колишнього радянського |
| Ісусу Христу | 2001              | на території Покровського монастиря | | Перший в СНД пам'ятник Ісусу Христу встановлено 10 серпня 2001 року на території Покровського монастиря УПЦ МП до 2000-річчя Різдва Христова. Скульптура Ісуса Христа на повний зріст на земній кулі, що розташована на гранітному постаменті, створена скульптором І. Ястребовим та архітектором М. Ядченком. Автор ідеї та ескізного проєкту пам'ятника — митрополит Харківській та Богодухівський Никодим. |
| Каразіну Василю | 1905              | перед центральним входом до головного корпусу Харківського національного університету                                                                        | | Пам'ятник українському вченому, винахіднику, громадському діячеві, засновнику першого у східній Україні Харківського університету (1805) В. Н. Каразіну було встановлено 1905 року, тобто на сторіччя від заснування університету. Автори — скульптор І. Андреолетті та архітектор О. М. Бекетов. |
| Квітки-Основ'яненка Григорія, погруддя | 1993              | на вул. Квітки-Основ'яненка | Погруддя Григорія Квітки-Основ'яненка, Харків                                                                                                   | Пам'ятник українському письменнику Григорієві Квітці-Основ'яненку встановлено 19 жовтня 1993 року до 215-річчя з дня народження діяча. Бронзову фігуру письменника, зображеного з пером і папером в руках створили скульптор С. А. Якубович та архітектор Ю. М. Шкодовський. |
| Коцюбинському Михайлові, погруддя | 1957              | перед будівлею Земельного банку (кол. будинок Укрдіпромашу) в сквері на майдані Поезії (на розі вулиць Григорія Сковороди та Чернишевської).                 | Пам'ятник Михайлу Коцюбинському | Пам'ятник класику української літератури М. Коцюбинському встановлено 1957 року. Автори — скульптор Рябінін та архітектор А. Алло. |
| Кошкіну Михайлові | 1985              | на розі вул. Георгія Тарасенка та вул. Кошкіна | Пам'ятник Кошкіну М. І., рад.конструктору танків, Харків                                                                                        | Пам'ятник українському радянському конструктору-танкобудівнику Михайлові Кошкіну відкрито у 1985 році. Встановлено через дорогу він приміщень заводу імені В. О. Малишева. Автор пам'ятника — скульптор В. М. Савченко. |
| Ляпунову Олександрові | 2010              | просп. Науки, 2 | Пам'ятник Олександрові Ляпунову | Пам'ятник видатному математику та механіку Олександрові Ляпунову відкрито 17 листопада 2010 навпроти входу в Північний корпус Харківського національного університету ім. В. Н. Каразіна, в якому з 1885 по 1902 рік викладав учений. Автори пам'ятника — скульптори Олександр Рідний та Ганна Іванова. |
| Макаренку Антону | 1969              | вул. Сумська, 132 (на території заводу ФЕД) | | Пам'ятник видатному українському педагогу А. С. Макаренку було встановлено 1968 (відкрито 1969) року заводом ФЕД. Автори пам'ятника — скульптор М. Ф. Овсянкін і архітектор Е. Ю. Черкасов. В 2011 р. пам'ятник перенесли на територію заводу ФЕД.. |
| Маленьким янголам, які так рано зустрілись з людською жорстокістю та, на жаль, ніколи не стануть дорослими…                                                                                | 4 червня 2023     | вул. Сумська, 37 | | Пам'ятник дітям, які загинули внаслідок збройної агресії Росії проти України, встановлено перед Палацом дитячої та юнацької творості. Монумент створено з ініціативи народного депутата Павла Якименка. Скульптор — Михайло Ятченко. На відкритті пам'ятника була присятня Олена Зеленська. |
| Мечнікову Іллі | 2005              | навпроти Інституту вакцин і сироваток імені Мечнікова (на розі пров. Мечнікова та вул. Григорія Сковороди)                                                   | | Встановлений у 2005 році, автор — скульптор С. Гурбанов. |
| Мещанінову Олександрові, погруддя | 2006              | вул. Полтавський Шлях, 152 | Пам'ятник Олександрові Мещанінову | Пам'ятник українському медику професору Олександрові Мещанінову було відкрито 22 вересня 2006 року. Пам'ятник було встановлено всупереч протестам місцевих мешканців коштом забудовника, який на місці частини скверу імені Мещанінова звів торговий центр, який до того ж закриває огляд пам'ятника з боку вулиці Полтавський Шлях. |
| Мислителям | 2021              | вул. Полтавський Шлях, сквер Мислителів | | Скульптурна композиція символізує дружні відносини між Україною, Казахстаном й Азербайджаном. На ній зображено Григорія Сковороду, Ахундов Мірза Фаталі та Абая Кунанбаєва. |
| Михаїла архістратига, фігура | 2004              | у південній частині Міського саду ім. Тараса Шевченка | | Встановлено 20 серпня 2004 року. Пам'ятник є подарунком від столиці держави міста Києва до святкування 350-річчя заснування Харкова. Автори — скульптор Віталій Сивко й архітектор Віктор Бобровський. |
| Монумент Захисникам України | 2019              | біля Національної академії Національної гвардії України (майдан Захисників України) 49°59′17″ пн. ш. 36°15′46″ сх. д. / 49.988101° пн. ш. 36.262893° сх. д., | | Пам'ятник відкритий 14 жовтня 2019 року на «Покрову». Центральним елементом монумента став куб, що втілює цілісність і силу держави. Поруч встановлено 14 стел з рядками з вірша Володимира Сосюри «Любіть Україну», що символізують рік початку війни. |
| «Музика М.Лисенка» | 1991              | вул. Сумська, 25, ХНАТОБ | Скульптурна композиція «Музика М.Лисенка» | Скульптурна композиція «Музика М.Лисенка» знаходиться на лицьовій частині будівлі ХНАТОБа, біля входу до кас. Скульптор С. Ястребов. |
| на честь проголошення незалежності України, камінь на місці майбутнього пам'ятного знаку                                                                                                   | 1990              | у Саду ім. Т. Г. Шевченка | | Камінь з написом та флагшток з прапором України позаду нього. Камінь із написом «На честь самовизначення української нації» з прапором України було встановлено 28 липня 1990 року на честь ухвалення Декларації про державний суверенітет України. |
| Незалежності, монумент (новий) | 2012              | на майдані Конституції | Монумент на честь Незалежності України | Монумент на честь Незалежності України було урочисто відкрито 22 серпня 2012 року. Авторами монумента є харківські скульптори Олександр Рідний та Ганна Іванова. Монумент є постаментом строгої геометричної форми з облицюванням із гранітних плит сірого кольору, на якому встановлена бронзова фігура давньогрецької богині перемоги Ніки на кулі. Фігура богині та куля виконані з бронзи. |
| Нізамі Гянджеві | 2021              | у сквері Фейєрбаха | | Перший в Україні пам'ятник Нізамі Гянджеві було відкрито 15 вересня 2021 року. Скульптор Катіб Мамедов. |
| Нобелівським лауреатам І. Мечникову, Л. Д. Ландау, С. А. Кузнецю | 2016              | перед головним корпусом Харківського національного університету імені В. Н. Каразіна                                                                         | Пам'ятник Нобелівським лауреатам біля головного корпусу Харківського університету                                                               | Ідею пам'ятників висунув ректор ХНУ В. С. Бакіров. Архітектор — С. Г. Чечельницький, скульптори О. М. Рідний, А. В. Іванова. Спонсором виступив член спостережної ради ХНУ, президент групи компаній DCH О. В. Ярославський. Пам'ятники відкрито 23.04.2016 |
| Особистості фармації, скульптурна композиція | 2010              | на території Національного фармацевтичного університету | Пам'ятник особистостям фармації | Скульптурна композиція «Особистості фармації» була відкрита 15 вересня 2010 року на території Національного фармацевтичного університету. На одному п'єдесталі встановлені фігури хіміка та фармацевта Н. О. Валяшка, який був першим ректором нинішнього Національного фармацевтичного університету в 1921—1922 рр.), а також професора Д. П. Сало, ректора в 1979 р. Автор скульптур — Сейфаддін Гурбанов. |
| Отця Федора, скульптура | 2001              | на платформі вокзалу «Харків-Пасажирський» | Скульптура отця Федора | Пам'ятник персонажу роману Ільфа і Петрова «Дванадцять стільців» отцю Федору відкрито 3 серпня 2001 до Дня залізничника на платформі вокзалу «Харків-Пасажирський». Скульптура отця Федора з чайником у руці авторства Олександра Табатчикова встановлена коштом Південної залізниці та ряду інших меценатів. |
| Пальма Мерцалова, фігура | 2004              | вул. Григорія Сковороди, 88 | | Зменшену копію Пальми Мерцалова заввишки 2,5 метри встановлено на східцях Палацу студентів юридичної академії 21 серпня 2004 року. Пам'ятник є подарунком від міста Донецька до святкування 350-річчя заснування Харкова. |
| Панацея, композиція | 2004              | на території НФаУ | Скульптура аптекаря | Встановлено 1 вересня 2004 на території Національного фармацевтичного університету. Восьмиметрова бронзова фігура «Панацея» з аптекарськими вагами у руках входить до триптиху, що складається із фігури аптекаря-алхіміка («Аптекар») і групи студентів-фармацевтів («Майбутнє фармації»). |
| Підпільникам і партизанам Харківщини, стела | 1978              | у сквері на розі вул. Алчевських та вул. Весніна | | Стела на честь підпільників і партизан Харківщини встановлена на розі вулиць Алчевських та Чернишевського у 1978. Автори — скульптори Д. Г. Сова, Я. І. Жуковська, архітектори — Е. Ю. Черкасов, А. О. Максименко. |
| Пожежникам | 1990              | вул. Полтавський Шлях, 50 | Пам'ятник пожежникам | Пам'ятник пожежникам, які загинули в мирний час при виконанні службового обов'язку. Автори пам'ятника — скульптор М. Ф. Овсянкін та архітектор Ю. М. Шкодовський. |
| Полеглим у боях за волю і незалежність |                   | вул. Михайла Комарова | Пам'ятник полеглим у боях за незалежність (Харків)                                                                                              | На пам'ятнику вибито 31 прізвище бійців, що загинули у боях під час II світової війни. |
| Радянським воїнам, обеліск | 2003              | на території ЗОШ № 43 біля Салтівського шосе | на території ЗОШ № 43 біля Салтівського шосе | Обеліск дев'ятнадцятьом радянським воїнам, які у березні 1943 року приблизно на місці відкриття пам'ятника, були взяті у полон і розстріляні есесівцями, було відкрито 21 серпня 2003 року. Ініціатором вшанування пам'яті загилих червоноармійців став ветеран німецько-радянської війни, учасник вигнання німців із Харкова Яків Тихонович Барильник. |
| Репресованим кобзарям, бандуристам, лірникам, пам'ятний знак | 1997              | біля оперного театру в Саду ім. Т. Г. Шевченка на вулиці Сумській                                                                                            | Пам'ятний знак репресованим кобзарям, бандуристам, лірникам                                                                                     | Пам'ятний знак на вшанування кобзарів, бандуристів, лірників, знищених радянською владою в 1930-х роках, було відкрито 14 жовтня 1997 року (День Покрови). Автори пам'ятного знаку — скульптори Валерій Бондар, Василь Семенюк, Олекса Шауліс та архітектор Олекса Морус. |
| Рибі |                   | біля Харківської академії дизайну і мистецтв | | Зроблений з рибальських тенет. |
| Робітникам метрополітену | 2010              | вул. Різдвяна, 29, біля Головного управління КП «Харківський метрополітен»                                                                                   | Пам'ятник робітникам метрополітену 2 | Другий пам'ятник робітникам метрополітену в Харкові встановлений біля входу в будівлю Головного управління КП «Харківський метрополітен». Як і першого, його зробили співробітники метрополітену з металобрухту. За повідомленням прес-служби метрополітену «Залізна людина символізує робітників метро, їх працю». За сюжетом залізна людина намагається підняти важку колісну пару вагона метро. Висота пам'ятника біля півтора метра. В народі відомий як «Штангіст у касці». |
| Петрові Сагайдачному | 22 серпня 2015    | Гімназійна набережна | Пам'ятник гетьману Петру Конашевичу-Сагайдачному                                                                                                | Пам'ятник українському гетьманові Петру Конашевичу-Сагайдачному. Оригінально пам'ятник було встановлено 14 червня 2008 року Севастополі. Демонтований російськими окупантами 25 квітня 2014 року. За зверненням міської влади Харкова був перевезений до цього міста. |
| Святій Тетяні | 2011              | на станції метро Університет | Пам'ятник Святій Тетяні | Пам'ятник було встановлено 25 січня 2011 року, в день православного свята Дня святої Тетяни. Знаходиться при виході з платформи в сторону Харківського національного університету. У процесі роботи проєкт образу спочатку був виготовлений з гіпсу, а після затвердження був відлитий із бронзи. Лиття відбувалося у приватній ливарній майстерні. На всю композицію було витрачено близько 150 кг бронзи. |
| Сірку Івану | 2017              | на Бурсацькому узвозі біля станції метро «Історичний музей»                                                                                                  | Пам'ятник Івану Сірку | Пам'ятник видатному козацькому діячу XVII століття, кошовому отаману Запорозької Січі, а також харківському полковнику (1664—1665, 1667) Івану Сірку. Автор — скульптор О. М. Рідний. Встановлено 18 серпня 2017 року. |
| Сковороді Григорію, пам'ятний знак |                   | вул. Університетська, 8 | Пам'ятник Григорію Сковороді | Пам'ятний знак українському письменнику та філософу Григорію Сковороді встановлено на місці будівлі Харківського колегіуму, де Григорій Савич був викладачем. Скульптор Л. О. Твердянська |
| Сковороді Григорію | 1992              | у Покровському сквері (вул. Університетська, 10) | Пам'ятник Григорію Сковороді | Другий у місті пам'ятник Григорію Сковороді було відкрито 3 вересня 1992 року. Бронзова скульптура філософа роботи Івана Кавалерідзе встановлена поблизу Історичного музею на Терасній гірці. |
| Пам'ятник «Скрипаль на даху» | 2003, 2017        | вул. Сумська, 72 (дах будинку «Platinum Plaza»), копія на даху будинку на майдані Конституції, 18, де до 2017 року знаходилася оригінальна скульптура        | Меморіал Слави Харків | Пам'ятник присвячений людям творчих професій. Встановлений на даху будинку, і побачити його можна лише піднявши голову. Скульптором є Сейфаддін Гурбанов. |
| Скрипнику Миколі | 1969              | вул. Григорія Сковороди, 31 | | Пам'ятник українському радянському партійному діячеві, провідникові українізації, репресованому 1933 року, М. О. Скрипнику було встановлено 1969 року. Автори — скульптор М. Ф. Овсянкін та архітектор В. Г. Гнєздилов. |
| Слави, меморіал | 1977              | Харківське шосе | Меморіал Слави Харків | Меморіал Слави, присвячений радянським воїнам і громадянам, які загинули під час німецько-радянської війни 1941—1945, у Харкові було відкрито в 1977 року в районі Лісопарку, на Харківському шосе. Центральна фігура композиції — гранітна скульптура жінки заввишки 12,75 метрів. Над пам'ятником протягом семи років працювала група митців: скульптори В. І. Агібалов, Я. Й. Рик, художник С. Г. Светлорусов, архітектори І. О. Алфьоров, Е. Ю. Черкасов, А. А. Максименко під керівництвом скульптора, ветерана Другої світової війни Михайла Овсянкіна. Особливістю монумента є ефект серцебиття: за допомогою спеціальної апаратури відтворюється звук биття серця хворої людини. Меморіал був пошкоджений в результаті обстрілу російської артилерії в березні 2022 р. |
| «Студент» / Програмісту, скульптурна композиція | 2010              | біля входу до ХНУРЕ (просп. Науки, 14) | | На початку жовтня (офіційне відкриття 8 жовтня) 2010 року з нагоди святкування 80-річчя Харківського національного університету радіоелектроніки було встановлено скульптурну композицію «Студент». У композицію входять бронзова скульптура студента з відкритим ноутбуком на колінах, що сидить на лавці, ліворуч на лавочці лежить сумка з логотипом ХНУРЕ. Автори пам'ятника — скульптор Роман Блажко і дизайнер Віктор Гончаренко. |
| Тваринам, що вижили в роки окупації | 2008              | На території зоопарку, біля вольєру з мавпами | | На пам'ятнику зображені три макаки-резуси Гектор, Роза та Дезі, які були врятовані місцевими жителями під час окупації міста німецькими військами під час Другої світової війни, та Держпром, де вони власне і жили. Пам'ятник було відкрито до Дня міста. Постамент був замінено на новий під час реконструкції зоопарку в 2021 р. |
| Футбольному м'ячу | 2001              | у Міському саду імені Тараса Шевченка навпроти вул. Сумської, 50                                                                                             | | Унікальний пам'ятник футбольному м'ячу (за деякими даними єдиний подібний у світі) відкрито 24 серпня 2001 року (День Незалежності, 10-та річниця) на алеї Саду Шевченка у Харкові. Автор ідеї і проєкту заслужений діяч мистецтв України Дуденко Світлана Іванівна. Бронзового м'яча діаметром у півтора метра встановлено на постамент із чорного граніту на місці, де зазвичай не один рік у недалекому минулому збиралися харківські футбольні фанати. За задумом творців цього оригінального пам'ятника, він покликаний стати своєрідною візитівкою спортивного Харкова, візуальним символом харківського футболу. Скульптор Олег Шевчук. |
| Українській Повстанській Армії, пам'ятний камінь (1992-квітень 2013 року), пам'ятний хрест (2013 рік), пам'ятна таблиця (2014-грудень 2021 року), пам'ятний камінь (з 25 грудня 2021 року) | 1992              | у Молодіжному Парку | | Пам'ятний камінь, яким ще 1992 року (чи не вперше на Сході держави) патріотично налаштовані харків'яни вшанували пам'ять воїнів Української Повстанської армії, не раз викликав нарікання проросійськи і прорадянськи налаштованих елементів міста, в тому числі і представників офіційної влади. З 2006 року з ним пов'язана низка вандальних історій. У ніч з 25 на 26 квітня 2013 року пам'ятний знак за допомогою важкої техніки було знесено невідомими особами., відновлено у вигляді пам'ятного хреста, а після знищення його в ніч на 6 лютого 2014 року — у вигляді таблиці на залишеному фундаменті. Пам'ятний камінь урочисто відновлено 25 грудня 2021 року. |
| Харківським водопровідникам | 1985              | Велика Гончарівська вулиця (біля будинку «Харківводоканалу», вул. Конторська, 90)                                                                            | Пам'ятник харківським водопровідникам | Пам'ятник (у вигляді фонтану, де оголений чоловік держить у руці чашу, з якої б'є струмінь води) збудовано в пам'ять революційних, бойових та трудових традицій харківських водопровідників. На пам'ятнику також вибито вірш Ю. І. Стадниченка про воду. Скульптор — Сергій Ястребов. |
| Харківським студбатівцям | 1999              | Майдан Свободи | Пам'ятник харківським студбатівцям | Пам'ятник воїнам-студбатівцям відкрито 28 жовтня 1999 року біля Харківського національного університету імені В. Н. Каразіна. Композицію з п'ятьох бронзових фігур студбатівців створили Д. Сова, Я. Жуковська та Д. Дадошев. |
| Хвильовому Миколі, пам'ятний знак | 1995              | у Молодіжному парку (вул. Григорія Сковороди, 81) | Пам'ятник харківським студбатівцям | Пам'ятник українському письменнику Миколі Хвильовому встановлено на його символічній могилі у Молодіжному парку (колишнє міське кладовище). Композиція з міді та мармурової крихти була урочисто відкрита 29 червня 1995 року. |
| Хмельницькому Богдану, погруддя | 2001              | на Салтівському шосе | | Пам'ятник гетьманові Богданові Хмельницькому встановлений на Салтівському шосе у 2001 році. |
| Черемському Петру, пам'ятний знак |                   | вул. Багалія, 6. На подвір'ї Харківського літературного музею                                                                                                | Пам'ятний знак П. Черемському | Черемському Петру Григоровичу, українському науковцю, громадському діячу і патріоту. |
| Шевченкові Тарасу | 1935              | у Міському саду ім. Тараса Шевченка на Сумській вулиці | Пам'ятник Тарасові Шевченку | Пам'ятник видатному українському поету Т. Г. Шевченку споруджено протягом року (1934—35) й урочисто відкрито 24 березня 1935 року. Автори пам'ятника — відомий радянський скульптор М. Г. Манізер і архітектор Й. Г. Лангбард. Монумент Тарасові Шевченку являє собою багатопланову композицію, домінантою якої є статуя Т. Г. Шевченка заввишки 5,5 м на 11-метровому постаменті, яку за спіраллю оточують 16 динамічних скульптрур, що зображують персонажів творів Кобзаря і уособлені образи трудового народу. Монумент, витриманий у соцреалізмі і сталінському бароко з використанням найкращих ідей класицизму й окремих елементів конструктивізму, по праву вважається шедевром радянської й узагалі світової монументальної Шевченкіани.                              |
| Шульженко Клавдії | 2001              | у Селищному провулку | Пам'ятник Клавдії Шульженко | Пам'ятник співачці Клавдії Шульженко відкрито 30 вересня 2001 року біля клубу-музею співачки у Селищному провулку. Пам'ятник зображає співачку з притисненим до грудей оберемком квітів. Пам'ятник встановлено за ініціативи директора музею Б. С. Агафонова, автори — скульптор М. Овсянкін, архітектор О. Жук. |
| Шумилову Михайлу, погруддя | 1982              | вул. Морозова, 20А | Пам'ятник Шумилову Михайлу | Погруддя радянському воєначальнику, командувачу 64-й армією, Герою Радянського Союзу, Шумилову Михайлу Степановичу. |
| Юр'єву Василю, погруддя | 1964              | біля входу до кінотеатру «Київ» на проспекті Петра Григоренка                                                                                                | Погруддя Василя Юр'єва | Погруддя радянського селекціонера, академіка, двічі Героя Соціалістичної Праці В. І. Юр'єва являє собою бронзовий погруддя вченого, встановлений на гранітному п'єдесталі. Автори пам'ятника — скульптор В. І. Агібалов та архітектор Д. А. Морозов |
| Ярославові Мудрому | 1999              | біля Національної юридичної академії (вул. Григорія Сковороди, 77)                                                                                           | | Пам'ятник Ярославові Мудрому відкритий 8 жовтня 1999 року біля стін Національної юридичної академії, яка носить ім'я князя. Пам'ятник заввишки 4,8 метра зображає князя сидячим зі збіркою законів «Руська Правда» у руках. Автори — скульптори Олександр Шауліс, Олександр Демченко, Василь Семенюк; архітектори Віктор Лівшиць та Анатолій Антропов. |
| Могила учасників революції 1905 року | 1930              | вул. Григорія Сковороди, у Молодіжному парку | | Могила створена у 1905 році, а пам'ятник на могилі споруджено у 1930 році. |
| Пам'ятний знак у Парку 325-річчя Харкова | 1979              | вул. Нескорених, у парку 325-річчя Харкова | | Пам'ятний камінь у парку |
| Пам'ятник 50-й паралелі | 2010              | у Міському саду ім. Шевченка (вул. Сумська, 35) | | Пам'ятний знак у Харкові, що символізує, що місто є найбільшим на 50-й паралелі північної широти. |

## Колишні пам'ятники
| Назва                                                                        | Дата встановлення | Дата знесення    | Розташування | Фото                                                                    | Короткі відомості |
| Пам'ятник Тарасові Шевченку                                                  | 1900              | 1900-ті          | Садиба Алчевських, вул. Жон Мироносиць, 13 |                                                                         | Перший пам'ятник Шевченкові в Україні. Автор — Володимир Беклемішев. Бюст перенесений в Національний музей Тараса Шевченка в Києві, постамент втрачено. |
| Петровському Григорію, погруддя                                              | 1964              | 2017             | просп. Героїв Харкова, 118, на території Харківського велозаводу                                                                                | Погруддя Петровського Г. І.                                             | Погруддя Григорія Петровського, уродженця Харкова, радянського державного і політичного діяча, одного з організаторів Голодомору. Знаходився на території Харківського велосипедного заводу імені Г. І. Петровського. Нині та територія забудована квартирними будинками. Скульптори Жуковська Л. Г., Сова Д. Г., Якубович С. |
| Героям Крут, пам'ятний знак                                                  | 2006              | 2009             | Сквер Перемоги | Пам'ятний знак Героям Крут                                              | Пам'ятний знак «студентам-героям, що віддали своє життя за рідну землю, за свободу, за Україну», присвячений героям битви за станцію Крути, встановлений 29 січня 2006 року Харківською обласною організацією Громадянської партії «Пора». У 2007 році був демонтований невідомими, але згодом повернений на місце. У грудні 2009 року через негоду і неякісне кріплення пам'ятник впав, після чого його передали на зберігання місцевому осередку «ВО Свобода». 30 червня 2011 року Харківський окружний адміністративний суд задовольнив позов Харківської міськради про заборону проведення акції з відновлення пам'ятника Героям Крут. |
| Борцям за владу Рад                                                          | 1970              | 2016             | на залізничній станції Основа | Пам'ятний знак Борцям за владу Рад                                      | Монумент з червоного граніту на братській могилі. Вгорі — зображення будьонівки із зіркою, внизу — лаврова гілка. Монумент увічнює пам'ять залізничників, які загинули в 1918—1920 роках і були поховані у сквері біля вокзалу станції Основа. У 1923 році на братській могилі було встановлено обеліск. У період окупації Харкова німецькими військами пам'ятник знищили, а могилу зрівняли з землею. У квітні 1970 року, на 100-річчя з дня народження В. І. Леніна, на місці братської могили був встановлений монумент з написом: «Імена полеглих за справу В. І. Леніна — безсмертні. Квітень 1970 р.». Зруйнований 12 квітня 2016 року. |
| Горькому Максиму                                                             | 2006              | 2011             | У Центральному парку біля головного входу | Пам'ятник Максиму Горькому                                              | Пам'ятник Максиму Горькому був встановлений у 1980, автор — скульптор Л. Є. Білостоцький. Зруйнований у 1999 році, але відновлений коштом міської влади та урочисто відкритий 23 серпня 2006 року. Був демонтований 2011 року на початку реконструкції парку. Оскільки був зроблений з гіпсу, його повернення міська влада відразу ставила під сумнів. У 2012 парк відкрився після реконтруції, на місці пам'ятника Горькому тепер стоїть скляна білка. Скульптура Горького перенесена у село Подвірки, на територію Курязької колонії для неповнолітніх злочинців. |
| Еллочці-людоїдочці, скульптура                                               | 2006              | вересень 2024    | вул. Ярослава Мудрого, 21 | Скульптура Еллочки-людоїдочки                                           | Пам'ятник персонажу роману Ільфа і Петрова «Дванадцять стільців» Еллочці-людоїдочці відкрито 1 квітня 2006 біля кафе «Ріо» на вулиці Ярослава Мудрого. Скульптура літературної героїні, яка в невимушеній позі спирається на стілець, авторства Катіба Мамедова встановлена коштом власника кафе Азана Ахмедієва. |
| Островському Миколі, погруддя                                                |                   | 2023             | вул. Чернишевська, 15 | Погруддя Миколи Островського                                            | Погруддя радянського письменника Миколи Островського розташовувалося перед будинком по вул. Чернишевській, 15, де розміщено чимало установ, в тому числі Харківська міська художня галерея, Бібліотека, що носила ім'я М. Островського. Автор — скульптор Я. І. Жуковська. Наприкінці 2022 року пам'ятник замальовано червоною фарбою, а у лютому 2023 його було знесено. |
| Кіси Вороб'янінова (що жебракує в П'ятигорську), скульптура                  | 2003              | вересень 2024    | вул. Ярослава Мудрого, 21 | Скульптура Кіси Вороб'янінова                                           | Пам'ятник персонажу роману Ільфа і Петрова «Дванадцять стільців» Кісі Вороб'янінову відкрито 12 грудня 2003 біля кафе «Ріо» на вулиці Ярослава Мудрого. Скульптура літературного героя з простягнутим капелюхом авторства Ельданіза Гурбанова встановлена коштом власника кафе Азана Ахмедієва. |
| Котлову І. Ф.                                                                | 1985              | 2015             | вул. Велика Панасівська, 81 | Пам'ятник І. Ф. Котлову                                                 | Пам'ятник І. Ф. Котлову було встановлено 1985 року. Автори — скульптор Б. П. Корольков та архітектор М. Д. Колл. Зруйнований невідомими ввечері 17 травня 2015 року. |
| Тихонову Миколі, погруддя                                                    | 1985              | 2022             | у сквері ім. Тихонова (праворуч від Купецького мосту через Лопань на Сергіївському майдані)                                                     |                                                                         | Пам'ятник-погруддя Голові Ради Міністрів СРСР М. О. Тихонову було споруджено 1985 року. Автори — скульптор І. М. Рукавішніков, архітектор Г. М. Макаревич. Пам'ятник являв собою бронзове погруддя, встановлене на гранітному п'єдесталі. Наприкіці 2022 року погруддя було демонтоване. |
| Леніну Володимиру                                                            | 1963              | 2014             | на майдані Свободи | Пам'ятник Леніну (Майдан Свободи)                                       | Пам'ятник вождю російського пролетаріату й ідеологу червоного терору Леніну було встановлено 1963 року. Автори — скульптори М. Вронський, О. Олійник та архітектор О. Сидоренко. У липні-серпні 2009 року було здійснено перший капітальний ремонт пам'ятника. 28 вересня 2014 пам'ятник повалено учасниками проукраїнського мітингу за згоди голови обласної адміністрації Ігоря Балути. |
| Гагаріну Юрію                                                                | 2001              | 2024             | на внутрішній сходах торгового центру, просп. Аерокосмічний, 20А                                                                                | Пам'ятник Юрію Гагаріну                                                 | Пам'ятник космонавту Юрію Гагаріну був встановлений 2001 року на сходинках гіпермаркету електроніки «МКС» на вул. Вернадського, 1. Після банкрутства компанії, 2010 року пам'ятник був перенесений на внутрішні сходи торгового центру по просп. Аерокосмічному, 20А. |
| Леніну Володимиру                                                            | 1946              | 2014             | просп. Ново-Баварський, 77 (біля Ново-Баварського ПК)                                                                                           | Пам'ятник Леніну (Проспект Ново-Баварський, 77)                         | Демонтований. |
| Леніну Володимиру                                                            | 1963              | [коли?]          | просп. Ново-Баварський, 118 | Пам'ятник Леніну (Проспект Ново-Баварський, 118)                        | На території заводу підйомно-транспортного обладнання ім. Леніна. Демонтований. |
| Леніну Володимиру                                                            |                   | 7 жовтня 2014    | Перед будівлею вокзалу станції «Основа» | Пам'ятник В. І. Леніну                                                  | Демонтований. |
| Леніну Володимиру                                                            | 1979              | 2016             | вул. Михайла Комарова, 3 | Пам'ятник Леніну (вул. Сергія Тархова)                                  | Пам'ятник Володимиру Леніну, був встановлений в 1979 р. неподалік від покинутого ПК колишнього Харківського вищого військового авіаційного училища льотчиків. Пам'ятник тривалий час був у напівзруйнованому стані, остаточно демонтований 6 лютого 2016. |
| Леніну Володимиру                                                            | 1948              | 2014             | Біля будівлі районного суду по просп. Архітектора Альошина, 7                                                                                   |                                                                         | Демонтований |
| Леніну Володимиру                                                            | 1964              | 2014             | Вул. Велика Гончарівська, парк «Світло шахтаря»                                                                                                 |                                                                         | Демонтований |
| Леніну Володимиру                                                            | 1954              | 2014             | просп. Героїв Харкова, 297 | Ленін на просп. Московському, 297                                       | На території Харківського плиткового заводу. Демонтований, ймовірно, в лютому 2014. |
| Леніну Володимиру                                                            | 1963              | 2015             | вул. Китаєнка, 1 | Ленін на вулиці Китаєнка                                                | На території канатного заводу. Демонтований 20 липня 2015. |
| Леніну Володимиру                                                            | 1953              | 2016             | вул. Каштанова, 10 | Ленін на вулиці Каштановій                                              | На території заводу «Будгідропривод». Демонтований 15 квітня 2016. |
| Леніну Володимиру                                                            | 1963              | [коли?]          | Карачівський залізничний переїзд |                                                                         | На території колишнього піонерського табору канатного заводу «Лісова казка». Демонтований. |
| Леніну Володимиру                                                            | 1956              | 2014             | вул. Механізаторів | Ленін на вул. Механізаторів                                             | На території «Сільгосптехніки». Демонтований 24 серпня 2016. |
| Ломоносову Михайлу                                                           | 2002              | 2024             | просп. Тракторобудівників, 55 | Пам'ятник Ломоносову у Харкові                                          | Пам'ятник російському науковцю Михайлові Ломоносову встановлено 25 січня 2002 року перед будівлею міського дитячого Палацу культури. Скульптура роботи харків'янина Олександра Табатчикова була відлита ще 1988 року, але рішення про його встановлення було прийнято лише в серпні 2001 року. Демонтований 4 червня 2024 р. |
| Малишеву В'ячеславу                                                          | 1957              | 2024             | вул. Георгія Тарасенка, 126 | Пам'ятник В'ячеславу Малишеву                                           | Пам'ятник радянському партійному діячеві В'ячеславові Малишеву відкрито у 1957 році. Автори пам'ятника — скульптор В. М. Савченко й архітектор А. П. Павленко. |
| На честь проголошення Радянської влади в Україні в Харкові, монумент         | 1975              | 2011             | м-н Конституції |                                                                         | Монумент на честь проголошення Радянської влади в Україні в Харкові було споруджено 1975 року. Автори — скульптори В. Агібалов, Я. Рик, М. Овсянкін. На початку вересня 2011 року пам'ятник було повністю демонтовано з майдану Конституції. |
| Незалежності, монумент                                                       | 2001              | 2012             | Павлівський майдан | Монумент на честь Незалежності України                                  | Монумент на честь Незалежності України було урочисто відкрито в 10-у річницю Незалежності держави (24 серпня 2001 року). Монумент являє собою 16-метрову бронзову колонну з фігурою сокола на вершечку, крила якого складені у формі тризуба. Образом для фігури дівчинки, що розміщена біля підніжжя колонни послужила 10-річна Дарина Стрілець — перша дитина, що народилась у Харкові після проголошення Незалежності України 24 серпня 1991 року. Пам'ятник доповнений 10-ма флагштоками з державними прапорами довкола. Монумент знаходився на площі Рози Люксембург, але був демонтований 3 липня 2012 року в зв'язку з реконструкцією площі. |
| Артему                                                                       | 1987              | 24 вересня 2014  | перед центральним корпусом Харківського національного технічного університету сільського господарства ім. Петра Василенка (вул. Алчевських, 44) | Пам'ятник Артему                                                        | Пам'ятник українському і російському більшовицькому професійному революціонеру і партійному керівнику Артему (Ф. А. Сергєєву) було встановлено 1987 року. Автори — скульптори І. П. та С. І. Ястребови; архітектор В. Т. Семенов. В ніч на 24 вересня 2014 року невідомі повалили скульптуру з постаменту на землю, а також пошкодили їй голову та шию. Скульптуру відправили на відновлення. |
| Остапу Бендеру, скульптура                                                   | 2005              | вересень 2024    | вул. Ярослава Мудрого, 21 | Скульптура Остапа Бендера                                               | Пам'ятник персонажу роману Ільфа і Петрова «Дванадцять стільців» Остапові Бендеру відкрито 22 серпня 2005 біля кафе «Ріо» на вулиці Ярослава Мудрого. Автор — скульптор Ельданіз Гурбанов. Прототипом образу став радянський актор Сергій Юрський, виконавець ролі Бендера в одній з екранізацій роману. |
| Постишеву Павлу                                                              | 1977              | 31 січня 2015    | вул. Георгія Тарасенка, 77 | Пам'ятник Павлу Постишеву                                               | Пам'ятник радянському партійному діячеві Павлові Постишеву відкрито у 1977 році. Автори пам'ятника — скульптори С. А. Якубович і Б. П. Корольков, архітектори В. К. Кузнецов та Е. Ю. Черкасов. |
| Пушкіну Олександрові, погруддя                                               | 1904              | 9 листопада 2022 | у сквері на Театральному майдані | Пам'ятник Олександрові Пушкіну                                          | Пам'ятник-погруддя російському поетові О. С. Пушкіну встановлено 1904 року. Автор погруддя — скульптор Б. Едуардс. Демонтовано 9 листопада 2022 року. |
| Свердлову Якову, погруддя                                                    | 1958              | 11 квітня 2015   | вул. Полтавський Шлях, 22А |                                                                         | Пам'ятник російському революціонеру, радянському державному і політичному діячеві Я. М. Свердлову було встановлено 1958 року. Автори — скульптор Я. Й. Рик та архітектор А. П. Павленко. Пам'ятник демонтовано в ніч з 10 на 11 квітня 2015 року. |
| Руднєву Миколі                                                               | 1959              | 11 квітня2015    | на майдані Героїв Небесної Сотні | Пам'ятник М. О. Руднєву, Герою громадянської війни, Харків, пл. Руднєва | Пам'ятник М. О. Руднєву встановлено 1959 року. Автори — скульптор В. П. Воловик і архітектор В. Д. Якименко. Являє собою бронзову скульптуру Миколи Руднєва на гранітному постаменті. Наразі демонтовано. |
| Орджонікідзе Серго                                                           | 1956              | 11 квітня 2015   | перед адміністративним корпусом Харківського тракторного заводу (просп. Героїв Харкова, 275)                                                    | Пам'ятник Орджонікідзе                                                  | Пам'ятник професіональному революціонеру та радянському державному діячеві Г. К. Орджонікідзе (Серго Орджонікідзе) був встановлений 1956 року. Автор — скульптор С. Тоїдзе. Пам'ятник демонтовано в ніч з 10 на 11 квітня 2015 року. |
| Леніну Володимиру                                                            | 1967              | 19 квітня 2015   | територія НТУ «ХПІ» | Пам'ятник Леніну (ХПІ)                                                  | Пам'ятник Володимиру Леніну встановлений в 1967 р. на території Харківського політехнічного інституту. Скульптор — В. М. Савченко, архітектор — А. П. Павленко. Пам'ятник нетиповий тим, що зображує Володимира Ульянова в образі студента. |
| Кірову Сергію                                                                | 1960              | 18 травня 2015   | на майдані Оборонний Вал | Пам'ятник Сергієві Кірову                                               | Погруддя радянського партійного діяча Сергія Кірова відкрито у 1960 році в центрі площі Феєрбаха. Автор пам'ятника — В. В. Савченко. |
| Сірку Івану, пам'ятний знак (цим зображенням зазвичай ілюструють Святослава) | 2014              | 2018             | навпроти будівлі Харківського театру опери та балету в сквері «Дзеркального струменю» по вулиці Сумській                                        | Пам'ятний знак видатному діячу                                          | Пам'ятний знак відкрито 24 серпня 2014 року, на День Незалежності України. Монумент відкрили за кошти, які були зібрані громадськими організаціями. Наразі по-варварськи розбитий. |
| Горькому Максиму                                                             | 1950              | 2019             | у Ново-Баварському парку біля центрального входу, просп. Ново-Баварський,77                                                                     | Пам'ятник Максиму Горькому                                              | Пам'ятник Максиму Горькому. Розбитий в ніч на 18 грудня 2019 року. |
| Леніну Володимиру                                                            | 1953              | 2016             | просп. Героїв Харкова, 199 | Пам'ятник Леніну (просп. Московський, 199)                              | Погруддя Володимира Леніна на території ХЕМЗ, встановлене 1953 року. |
| Кірову Сергію                                                                | 1957              | 2016             | на вул. Енергетичній, навпроти адміністративної будівлі Турбоатому                                                                              | Пам'ятник Сергію Кірову                                                 | Перше погруддя радянського партійного діяча Сергія Кірова. Скульптор Савченко В. М. Перенесений на територію заводу «Турбоатом». |
| Робітникам паровозних майстерень, які загинули в боротьбі за владу Рад       | 1923              |                  | ріг вулиць Озерянської і Київської | Пам'ятник робітникам паровозних майстерень                              | Пам'ятний знак встановлений на шосту річницю Жовтневого перевороту на честь робітників паровозних майстерень, які загинули під час боїв. На пам'ятному знаку було вказано сім прізвищ робітників. Демонтований у зв'язку з декомунізацією. |
| «З іскри займеться полум'я», на честь першої маївки                          | 1981              | 2020             | Сквер Першої маївки | «З іскри займеться полум'я», на честь першої маївки                     | Пам'ятний знак, присвячений першій маївці в Харкові, яка пройшла в 1900 році. Матеріал — нержавіюча сталь та червоний полірований граніт. Архітектори Ю. Нікулін, Ю.Муригін, С.Рябко, Е.Черкасов. Встановлений 1981 року в сквері Першої маївки біля Благовіщенської площі. Демонтований у вересні 2020 р. в ході реконструкції скверу. |
| Кіси Вороб'янінова (зі стільцем), скульптура                                 | 2016              | 2019             | вул. Ярослава Мудрого, 21 | Пам'ятник Кісі Вороб'янинову зі стільцем                                | Автор – скульптор Катіб Мамедов. Пам'ятник персонажу роману Ільфа і Петрова «Дванадцять стільців» відкрито 1 квітня 2016 до для гумору та в зв'язку з 45-річчям випуску фільму «Дванадцять стільців» режисера Леоніда Гайдая за цим романом. Праобразом Кіси взято актора Сергія Філіппова, який виконував роль Вороб'янінова у цьому фільмі. Перенесений до Одеси у 2019 році. |
| Першій учительці                                                             | 2002              | 2022             | на території ХНПУ ім. Сковороди |                                                                         | Пам'ятник першій учительці відкрито 4 жовтня 2002 року на території Харківського національного педагогічного університету імені Григорія Сковороди. Скульптура виготовлена з бронзи та граніту і зображає в натуральну величину вчительку з книгою у руці, поряд з якою за партою сидить учениця. Пам'ятник споруджений коштом меценатів, автори — скульптор Сейфаддін Гурбанов та архітектор Юрій Шкодовський. Навесні 2022 р. пам'ятник було демонтовано співробітниками університету та перенесено у безпечне місце. |
| Робітникам метрополітену «Символ нічної виснажливої підземної праці»         | 2009              | 2011             | вул. Рiздвяна, 29, біля Головного управління КП «Харківський метрополітен»                                                                      | Пам'ятник робітникам метрополітену 1                                    | Пам'ятник було встановлено 11 серпня 2009 року на честь 34-річниці відкриття Харківського метрополітену у вестибюлі станції «Університет». Його виготовили робітники метрополітену у вільний від роботи час з металобрухту. Оскільки пам'ятник знаходився на шляху можливої евакуації людей зі станції у разі НП, його з часом було демонтовано, і з листопада 2010 року він знаходиться біля входу до будівлі Головного управління КП «Харківський метрополітен». Має багато народних назв: «залізний дроворуб», «вбитий рейкою», «пам'ятник замученому метробудівнику», «залізне чудовисько».. |
| Алея героїв-комсомольців                                                     | 1958              | 2024             | Сквер Перемоги |                                                                         | Алею героїв-комсомольців заклали під час святкування 40-річчя Ленінського комсомолу в 1958 році. Вздовж алеї на круглих білих постаментах розташувалися бронзові бюсти: Миколи Островського (скульптор Д. Г. Сова), Зої Космодем'янської (скульптор І. П. Ястребов), Олександра Матросова (скульптор А. А. Івченко), Олега Кошового (скульптор В. В. Петренко), Лялі Убийвовк (скульптор В. Ю. Обідіон), Івана Минайленка (скульптор М. М. Михайловський), Олександра Зубарєва (скульптор Б. К. Волков) і Галини Нікітіної (скульптор Л. Г. Жуковська). У листопаді 2013 пам'ятники були демонтовані для будівництва Храму в ім'я Святих Дружин Мироносиць. Планувалося відновлення пам'ятників героям-комсомольцям в сквері в районі БК ХТЗ. Копії пам'ятників потім було встановлено на подвір'ї ліцею на вулиці Культури, але у 2024 році їх було знесено. |
| Нікітіній Галині, погруддя                                                   | 1968              | 4 лютого 2025    | у подвір'ї будинків № 44 та № 46 по вулиці Мироносицької                                                                                        | Погруддя Галини Нікітіної                                               | Члену підпільного обкому ЛКСМУ Галині Нікітіній (1917—1942 pp.). Знаходиться в подвір'ї будинків № 44 та № 46 по вулиці Мироносицької, неподалік від перехрестя з вулицею Ярослава Мудрого. Маловідомий через своє місце розташування. У 2021 році бюст включено до переліку нерухомої культурної спадщини, як пам'ятку історії місцевого значення № 3064-Ха. У січні 2025 році Український інститут національної пам'яті підтримав демонтаж пам'ятника комсомольці, а Харківська ОВА звернулася до Міністерства культури для виключення пам'ятника з реєстру. Ввечері 4 лютого 2025 року пам'ятник було демонтовано. |
| Сковороді Григорію                                                           | 1992              | 2022             | вул. Валентинівська, 2 | Пам'ятник Григорію Сковороді                                            | Пам'ятник українському письменнику та філософу Григорію Сковороді встановлено 28 вересня 2012 біля будівлі Педагогічного університету, який носить його ім'я. Скульптуру створив скульптор Сейфаддін Гурбанов. В результаті російського ракетного удару 6 липня 2022 р. по університету пам'ятник опинився під завалами та був серйозно пошкоджений. |
| Островському Миколі                                                          | 1968              | 2022             | вул. Георгія Тарасенка, 151 |                                                                         | Погруддя радянського письменника Миколи Островського. Знаходилось біля школи № 94. Скульптори — Жуковська Л. Г. Сова Д. Г.; архітектор — Васильєв В. Ф. Демонтували в лютому 2022 року. |
| «Орлятко», обеліск                                                           | 1978              | 2023             | у Парку «Юність» | Обеліск «Орлятко»                                                       | Обеліск «Орлятко» був встановлений у парку «Юність» з боку вулиці Полтавський Шлях. Демонтований в липні 2023 р. |
| Жукову Георгію, погруддя                                                     | 1994              | 2022             | просп. Петра Григоренка |                                                                         | Погруддя радянського військового і державного діяча, Маршала, 4-разового Героя СРСР, одного з командувачів німецько-радянської війни Г. К. Жукова було встановлене 1994 року на проспекті, який до 2016 року носив його ім'я. 17 квітня 2022 року пам'ятник демонтовано. |
| Невському Олександрові                                                       | 2004              | 19 травня 2022   | на розі Салтівського шосе та вулиці Академіка Павлова                                                                                           |                                                                         | Пам'ятник полководцеві, князю новгородському Олександрові Невському відкрито 20 серпня 2004 року в сквері навпроти 15-ї лікарні. Автор триметрової мідної фігури воєначальника — харківський скульптор Сейфаддін Гурбанов. Демонтований 19 травня 2022 року. |
| Щербініну Євдокиму, погруддя                                                 | 20 серпня 2004    | 2022             | біля будинку Харківської облдержадміністрації (вул. Сумська, 64)                                                                                |                                                                         | Автори пам'ятника: Олександр Рідний, скульптор Анна Іванова, ливарник Олег Шевчук, архітектор Юрій Шкодовський. 28 серпня 2022 року внаслідок обстрілу Харкова російськими військами в ході російського вторгнення в Україну пам'ятник був частково пошкоджений: від нього відірвало бюст Євдокима Щербініна. |

## Виноски
1. ↑  Бюст Т. Г. Шевченко // Южньій край. - 1900 - 14 ноября
2. ↑  Перший пам’ятник Шевченкові в Україні. localhistory.org.ua (укр.). Процитовано 6 червня 2023.
3. ↑  Б. Гаврилів, М. Косило. Пам'ятники Тарасові Шевченкові на Прикарпатті. — «Краєзнавець Прикарпаття», № 23 — с. 9.
4. 1 2 3 4 5  Нові пам'ятники культури та меморіальні дошки Харківської області. Пам'ятники, відкриті в рамках святкування 350-річчя Харкова — Випуск № 7 — Оглядова довідка за матеріалами періодичних видань за 2004 рік
5. ↑  Открыт памятник священномученику Александру, архиепископу Харьковскому
6. ↑  У Харкові відкрито пам'ятник архітектору Бекетову // інф. за 22 серпня 2007 року на Харківська обласна державна адміністрація (офіційна вебсторінка)
7. ↑  У Харкові відкрили пам'ятник архітектору Олексію Бекетову
8. ↑  Ярославский профинансировал строительство памятника выдающему харьковскому архитектору(рос.)
9. ↑  У Харкові відкрили пам'ятник боротьбі зі СНІДом. Архів оригіналу за 18 серпня 2016. Процитовано 12 липня 2016.
10. ↑  Дьяченко Н. Т. и др. Историко-революционные памятники Харьковщины. — Харьков: Прапор, 1983. — С. 164.
11. ↑  http://vecherniy.kharkov.ua/news/81627/ У памятника Высоцкому харьковчане не могли сдержать слез. Газета «Вечірній Харків»](рос.)
12. 1 2 3 4 5 6 7 8 9 10 11  Нові пам'ятники культури та меморіальні дошки Харківської області — Випуск № 4 — Оглядова довідка за матеріалами періодичних видань за 1999—2003 рр
13. ↑  Пам'ятник воїнам 17-ї стрілецької бригади НКВС, Харків — 2GIS. 2gis.ua (укр.). Процитовано 6 червня 2023.
14. ↑  На Новых домах в Харькове реконструировали братскую могилу
15. 1 2 3 4 5 6 7 8 9 10 11 12  Памятники города на сайте «Наш Харьков» [Архівовано 31 грудня 2009 у Wayback Machine.] (рос.)
16. ↑  Вулиця Харківських дивізій (рос.)
17. 1 2  Нові пам'ятники культури та меморіальні дошки Харківської області — Випуск № 3 — Оглядова довідка за матеріалами періодичних видань за 1990—1998 рр
18. ↑  До назви пам'ятника загиблим в Афганістані додадуть "та від російської агресії". Kharkiv Today. 24 лютого 2025. Процитовано 25 лютого 2025.
19. 1 2 3 4  Нові пам'ятники культури та меморіальні дошки Харківської області — Випуск № 5 — Оглядова довідка за матеріалами періодичних видань за 2002 рік
20. ↑  На улице Гвардейцев Широнинцев открыли памятник героям, защищавшим Харьков
21. ↑  Памятник Герою Советского Союза П. Н. Широнину и гвардейцам-широнинцам
22. ↑  Памятник чернобыльцам — крик о помощи
23. ↑  [<http://www.shukach.com/node/45503 [Архівовано 2016-04-21 у Wayback Machine.] vv посетил(а) Бюст Гагаринa Ю. А. на территории ХАИ>
24. ↑  Бюст Гагаринa Ю. А. на территории ХАИ. Архів оригіналу за 21 квітня 2016. Процитовано 7 квітня 2016.
25. 1 2 3 4 5  Нові пам'ятники культури та меморіальні дошки Харківської області — Випуск № 1 — Оглядова довідка за матеріалами періодичних видань за 1990—1997 рр
26. ↑  У Харкові відкрили пам'ятник Гулаку-Артемовському інф. Укрінформ за 18 листопада 2017 року
27. ↑  В Харкові встановили пам’ятник Папі Римському Івану Павлу II. Історична правда. Процитовано 6 червня 2023.
28. ↑  Пам'ятники Харкова: зв'язок часу і культур (методіко-бібліографічні матеріали) (PDF). Архів оригіналу (PDF) за 20 листопада 2016. Процитовано 20 листопада 2016.
29. ↑  Клейн Б. Г., Лаврентьев И. Н., Лейбфрейд А. Ю. и др. Харьков : Архитектура, памятники, новостройки : Путеводитель. — Харьков : Прапор, 1987. — С. 50.
30. ↑  Александр Лейбфрейд, Владимир Реусов, Алексей Тиц. Харьков: Архитектура, памятника, новостройка. Путеводитель
31. ↑  Російські окупанти обстрілюють меморіали у Харкові. Пошкоджено Менору у Дробицькому яру. 2day.kh.ua (укр.). Процитовано 11 листопада 2022.
32. ↑   Мемориальные места харьковского Холокоста (рос.)
33. ↑  Ющенко відкрив у Харкові меморіал пам'яті Жертв Голодомору на www.rosbalt.ru[недоступне посилання з квітня 2019]
34. ↑  ХАРКІВ. Президент України Віктор Ющенко відкрив меморіальний комплекс в пам'ять про жертв Голодомору[недоступне посилання з червня 2019] на orthodoxy.org.ua («Православіє в Україні» — інтернет-видання УПЦ) [Архівовано 1 червня 2009 у Wayback Machine.]
35. ↑  Пушкинская улица — АН «Крепость»
36. ↑  У Харкові через обстріли окупантів постраждали дев’ять цвинтарів і Меморіал жертвам тоталітаризму. Новини Полтавщини (укр.). 15 квітня 2022. Процитовано 11 листопада 2022.
37. ↑  Обласний комунальний заклад, Харківський науково-методичний центр охорони культурної спадщини | Пам'ятник М. Є. Жуковському. www.spadschina.kh.ua. Процитовано 6 червня 2023.
38. ↑  В Харькове откроют памятник погибшим астрономам (рос.)
39. 1 2 3  Нові пам'ятники культури та меморіальні дошки Харківської області — Випуск № 6 — Оглядова довідка за матеріалами періодичних видань за 2003 рік
40. ↑  Малые парки Харькова: Из Карповского сада черпали воду. Архів оригіналу за 12 жовтня 2016. Процитовано 24 березня 2013.
41. 1 2 3 4 5 6  Кілессо С. К. (розділ Архітектура ст. «Харків») // Українська радянська енциклопедія : у 12 т. / гол. ред. М. П. Бажан ; редкол.: О. К. Антонов та ін. — 2-ге вид. — К. : Головна редакція УРЕ, 1985. — Т. 12 : Фітогормони — Ь. — 568, [4] с., [26] арк. іл. : іл., портр., карти + 1 арк с., стор. 95
42. ↑  Памятники ученым Д. Багалею и А. Ляпунову открыли в Харькове
43. ↑  Педагог в камне переедет на завод «ФЭД». В Харькове снесли памятник Антону Макаренко - Новости Харькова и Харьковской области. МГ «Объектив». archive.objectiv.tv. Процитовано 11 листопада 2022.
44. ↑  У Харкові відкрили пам'ятник дітям, які загинули внаслідок агресії рф проти України. Харківська обласна військова адміністрація (укр.). Процитовано 7 червня 2023.
45. ↑  Олена Зеленська відкрила у Харкові пам'ятник дітям, які загинули в результаті збройної агресії РФ. Президент України. 4 червня 2023. Архів оригіналу за 9 жовтня 2024. Процитовано 12 лютого 2025.
46. ↑  Памятники Харькова на explore.in.ua [Архівовано 24 серпня 2010 у Wayback Machine.] (рос.)
47. ↑  По ту сторону памятника — Вечерний Харьков, 29 сентября 2006 [Архівовано 2014-01-02 у Wayback Machine.] (рос.)
48. ↑  У Харкові відкрили пам'ятник видатним мислителям України, Казахстану й Азербайджану. www.ukrinform.ua (укр.). 24 жовтня 2021. Процитовано 7 червня 2023.
49. ↑  https://kharkivoda.gov.ua/news/100551
50. ↑  Архівована копія. Архів оригіналу за 9 листопада 2019. Процитовано 9 листопада 2019.{{cite web}}:  Обслуговування CS1: Сторінки з текстом «archived copy» як значення параметру title (посилання)
51. ↑  Улицы и площади Харькова: Улица Сумская
52. ↑  Українські Новини: У Харкові Янукович відкрив новий монумент незалежності. Архів оригіналу за 30 жовтня 2014. Процитовано 4 вересня 2012.
53. ↑  У Харкові відкрили пам'ятник Нізамі. Харків Тimes (укр.). 15 вересня 2021. Процитовано 7 червня 2023.
54. ↑  azconsulate (16 вересня 2021). У Харкові відкрили пам‘ятник Великому Нізамі!. Почесне Консульство Азербайджанської Республіки в м. Харків (укр.). Процитовано 7 червня 2023.
55. ↑  У Харкові відкрили пам'ятники Нобелівським лауреатам
56. ↑  Скульптурная композиция «Личности фармации». Архів оригіналу за 22 квітня 2016. Процитовано 7 квітня 2016.
57. ↑  Нові пам'ятники культури та меморіальні дошки Харківської області — Випуск № 8 — Оглядова довідка за матеріалами періодичних видань за 2004 рік
58. ↑  Теперь в Харькове два «железных» чудика![недоступне посилання з липня 2019]
59. ↑  На станції метро «Університет» у Харкові відкритий барельєф Святої Тетяни. Архів оригіналу за 24.09.2015. Процитовано 01.04.2013.
60. ↑  У Харкові встановили пам'ятник кошовому отаману Івану Сірку
61. ↑  «Скрипач на крыше» приглашает харьковчан на музыкальные вечера(рос.)
62. ↑  На мемориале в Харькове стучит больное сердце: история памятника
63. ↑  Російські фашисти обстріляли Меморіал Слави у Лісопарку (відео). Харків Times (укр.). 24 березня 2022. Процитовано 11 листопада 2022.
64. ↑  У Харкові з'явився пам'ятник програмісту // повідомл. на Кореспондент.net за 6 жовтня 2010 року
65. ↑  На брехаловке открыли памятник футбольному мячу [#Харьков 24 августа 2001]. vesti.portal.kharkov.ua. Процитовано 7 червня 2023.
66. ↑  У Харкові за ніч знесли пам'ятний знак воїнам УПА. Український тиждень. 26 квітня 2013. Архів оригіналу за 30 червня 2013. Процитовано 26 квітня 2013.
67. ↑  У Харкові вандали за підтримки влади та міліції знесли Камінь УПА. Архів оригіналу за 4 червня 2013. Процитовано 12 травня 2013.
68. ↑  У Харкові відновили Пам'ятний знак загиблим воїнам Української повстанської армії. suspilne.media (укр.). Процитовано 29 січня 2022.
69. ↑  Фотогалерея: Харьков. Памятники. Хмельницкий
70. ↑  Погруддя Богдана Хмельницького, Харків — 2GIS. 2gis.ua (укр.). Процитовано 7 червня 2023.
71. ↑  Наказ Міністерства культури та інформаційної політики України від 14 січня 2021 року № 10 «Про занесення об'єктів культурної спадщини до Державного реєстру нерухомих пам'яток України»
72. ↑  Глава «Улица Стадионная» книги Дьяченко Н. Т. «Улицы и площади Харькова»(рос.)
73. ↑  Шукач | Памятный знак в Парке 325-летия г. Харьков. Архів оригіналу за 15 квітня 2018. Процитовано 14 квітня 2018.
74. ↑  В Харькове торжественно открыт памятный знак «50-я параллель» - Новости - Официальный сайт Харьковского городского совета, городского головы, исполнительного комитета. web.archive.org. 27 квітня 2017. Архів оригіналу за 27 квітня 2017. Процитовано 7 червня 2023.
75. ↑  Регион: События и факты: «Увековечен географический факт». «Время» № 187 (16618), 12 октября 2010, стр.2
76. ↑  Мистецький детектив: Історія першого — нелегального — пам'ятника Тарасу Шевченку в Україні
77. ↑  Суд заборонив відновлювати пам'ятник Героям Крут у Харкові. Архів оригіналу за 1 липня 2011. Процитовано 2 березня 2013.
78. ↑  Жизнь в Харькове. Парк им. Горького[недоступне посилання з липня 2019] (рос.)
79. ↑  Парк Горького. Достопримечательности Харькова [Архівовано 2014-10-06 у Wayback Machine.] (рос.)
80. ↑  Памятник Горькому не вернётся?
81. ↑  Памятник Горькому заменят стеклянной белкой. Архів оригіналу за 24 березня 2013. Процитовано 17 лютого 2013.
82. ↑  Памятник Горькому из парка отправился в колонию
83. 1 2 3  У Харкові демонтували скульптури персонажів роману 12 стільців. Еспресо TV. 21 вересня 2024. Архів оригіналу за 21 вересня 2024. Процитовано 11 грудня 2024. {{cite web}}: Текст «Новини» проігноровано (довідка)
84. ↑  Эллочку Людоедку изваяли в бронзе [Архівовано 18 червня 2008 у Wayback Machine.] (рос.)
85. ↑  Славные даты истории Слобожанщины и города Харькова
86. ↑  У Харкові демонтували ще один пам’ятник Островському. chytomo.com (укр.). 6 січня 2023. Процитовано 7 червня 2023.
87. ↑  У Харкові за ніч знесли три пам'ятники діячам радянської епохи — Тиждень
88. ↑  У Харкові демонтували пам’ятники Тихонову та Островському. www.ukrinform.ua (укр.). 6 січня 2023. Процитовано 7 червня 2023.
89. ↑  Завершений капітальний ремонт пам'ятника В. І. Леніну на www.city.kharkov.ua. Архів оригіналу за 18 грудня 2013. Процитовано 7 жовтня 2009.
90. ↑  У Харкові знесли пам'ятник Леніну — BBC Україна
91. ↑  Харків валитиме Леніна офіційно. Провокаторів попередили: до пам'ятника — зась — Українська правда
92. 1 2  У Харкові за добу пошкодили два пам'ятники Леніну (фото)
93. ↑  У Харкові невідомі знесли два пам'ятники Володимирові Леніну в різних районах міста. Архів оригіналу за 11 жовтня 2014. Процитовано 30 жовтня 2014.
94. ↑  У Харкові повалили ще 2 пам'ятника Леніну [Відео] 24 Телеканал новин, 7 жовтня 2014
Нічний рейд за «Ленінами» 07.10 відео на Ютьюбі
Вночі в Харкові повалили ще два пам'ятника Леніну «057ua — сайт міста Харькова», 7 жовтня 2014(рос.)
95. ↑  Харьков (ул. Тархова) | Памятники Ленину (рос.)
96. ↑  В парке «Свет шахтера» восстанавливают памятник Ленину
97. ↑  Харьков (канатный завод) | Памятники Ленину (рос.)
98. ↑  Харьков (улица Механизаторов) | Памятники Ленину (рос.)
99. ↑  ©2007- 2024; група "Об'єктив", ТОВ "Медіа; Свободи, Майдан; Харків, 7 · +380763-14-14 · (5 червня 2024). У Харкові демонтували постамент пам’ятника Пушкіну (фото). www.objectiv.tv (укр.). Процитовано 5 червня 2024.
100. ↑  У Харкові знесли пам'ятник Незалежності України // «Gazeta.ua», 03.07.2012
101. ↑  У Харкові повалили "товариша Артема.[недоступне посилання з липня 2019] УКРІНФОРМ. 24.09.2014.
102. ↑  У Харкові знесли пам'ятник Артему (фото). УНІАН. 24.09.2014.
103. ↑  Татьяна Федоркова. В Харькове повалили памятник Артёму. MediaPort. 24.09.2014. (рос.)
104. ↑  Памятник Артему, который изуродовали неизвестные, уже отправили восстанавливать. 057.ua. 24.09.2014. (рос.)
105. ↑  У Харкові демонтували пам'ятник Пушкіну. Подальшу його долю вирішать харків'яни. Процитовано листопада 2022. hromadske.ua.
106. ↑  Шукач | Памятник Я. М. Свердлову (уничтожен) в Харькове. www.shukach.com. Процитовано 7 червня 2023.
107. ↑  В Харькове за ночь снесли три памятника советским вождям. BBC News Русская служба (рос.). 11 квітня 2015. Процитовано 8 листопада 2024.
108. ↑  Шукач | Памятник Серго Орджоникидзе (уничтожен) в Харькове. www.shukach.com. Процитовано 7 червня 2023.
109. ↑  Летопись университета. События и факты (1931—1970). Архів оригіналу за 6 жовтня 2014. Процитовано 3 жовтня 2014.
110. ↑  В Харькове снесли памятник Кирову. Архів оригіналу за 21 грудня 2016. Процитовано 23 лютого 2016.
111. ↑  Вандали розбили пам'ятний знак отаману Сірку у Харкові
112. ↑  У Харкові розбили пам'ятник радянському письменнику Максиму Горькому. Архів оригіналу за 18 грудня 2019. Процитовано 18 грудня 2019.
113. ↑  http://www.segodnya.ua/regions/kharkov/vozle-zavoda-turboatom-vmesto-byusta-kirova-poyavilsya-rotor-turbiny-574397.html заводу «Турбоатом»
114. ↑  https://kh.depo.ua/ukr/kh/u-kharkovi-demontuvali-pamyatnik-pershiy-maivtsi-202009301223037
115. ↑  У Харкові тепер два Кіси Вороб'янінова
116. ↑  https://society.fakty.ua/316565-v-odesse-poyavilsya-kisa-vorobyaninov-kak-otmetili-225-letie-goroda-foto
117. ↑  "Убитый рельсом " или работящий строитель? В метро появились необычные памятники
118. ↑  Памятник работникам метрополитена. Архів оригіналу за 30 жовтня 2014. Процитовано 3 березня 2013.
119. ↑  За Дзеркальним струменем знесли пам'ятники й почали рубати дерева
120. ↑  Як буде виглядати сквер Радянської України на ХТЗ
121. ↑  Наказ Міністерства культури та інформаційної політики України від 14 січня 2021 року № 10 «Про занесення об'єктів культурної спадщини до Державного реєстру нерухомих пам'яток України»
122. ↑  У Харкові демонтують погруддя комуністці. 2day.kh.ua (укр.). Процитовано 4 лютого 2025.
123. ↑  У центрі Харкова демонтовано пам'ятник комсомолці Галині Нікітіній. t.me. Деколонізація. Україна.
124. ↑  Пам'ятник Григорію Сковороді відкрили в Харкові. Українські національні новини (укр.). 30 вересня 2012. Процитовано 6 липня 2022.
125. ↑  Сковорода вцілів. Його знайшли під завалами знищеного університету. 2day.kh.ua (укр.). Процитовано 11 листопада 2022.
126. ↑  В Харькове снесли памятник Николаю Островскому. kh.vgorode.ua (рос.). Процитовано 7 червня 2023.
127. ↑  У Харкові демонтували обеліск "Орлятко". DUMKA.MEDIA (рос.). Процитовано 29 липня 2023.
128. ↑  В Харькове “молниеносно” демонтировали бюст маршалу Жукову. Украинская правда (рос.). Процитовано 7 червня 2023.
129. ↑  У Харкові демонтували пам'ятник князю Олександру Невському. www.ukrinform.ua (укр.). Процитовано 19 травня 2022.
130. ↑  Рязанцева, Альона (29 серпня). Ракета РФ пошкодила пам'ятник діячу Російської імперії у Харкові. suspilne.media. Суспільне.